# Olympische Sommerspiele 2020/Kanu – Einer-Kajak Slalom (Frauen)
Der Kanuslalomwettbewerb im Einer-Kajak der Frauen (Kurzbezeichnung: K1) bei den Olympischen Spielen 2020 in Tokio wurde am 25. und 27. Juli 2021 im Kasai Canoe Slalom Centre ausgetragen.

## Titelträger
| Olympiasiegerin | Maialen Chourraut | Rio de Janeiro 2016  |
| Weltmeisterin   | Eva Terčelj       | La Seu d’Urgell 2019 |

## Ergebnisse

### Vorlauf
Anmerkung: Die Strafe, also die Strafsekunden, sind bereits in der Zeit mit einberechnet.
| Platz | Kanute                    | Nation             | Lauf 1   | Lauf 1 | Lauf 1 | Lauf 2   | Lauf 2 | Lauf 2 | Gesamt    |
| Platz | Kanute                    | Nation             | Zeit     | Strafe | Rang   | Zeit     | Strafe | Rang   | Defizit   |
| ----- | ------------------------- | ------------------ | -------- | ------ | ------ | -------- | ------ | ------ | --------- |
| 1     | Jessica Fox               | Australien         | 104,05 s | 0      | 2      | 98,46 s  | 0      | 1      |           |
| 2     | Ricarda Funk              | Deutschland        | 101,90 s | 2      | 1      | 101,56 s | 0      | 2      | + 3,10 s  |
| 3     | Luuka Jones               | Neuseeland         | 110,22 s | 4      | 10     | 101,72 s | 0      | 3      | + 3,26 s  |
| 4     | Stefanie Horn             | Italien            | 109,82 s | 2      | 9      | 104,79 s | 0      | 4      | + 6,33 s  |
| 5     | Maialen Chourraut         | Spanien            | 108,25 s | 2      | 6      | 105,13 s | 0      | 5      | + 6,67 s  |
| 6     | Kateřina Minařík Kudějová | Tschechien         | 107,87 s | 0      | 4      | 106,41 s | 0      | 6      | + 7,95 s  |
| 7     | Ana Sátila                | Brasilien          | 108,22 s | 2      | 5      | 106,82 s | 0      | 7      | + 8,36 s  |
| 8     | Eliška Mintálová          | Slowakei           | 107,67 s | 2      | 3      | 117,55 s | 10     | 19     | + 9,21 s  |
| 9     | Kimberley Woods           | Großbritannien     | 109,63 s | 2      | 8      | 107,82 s | 4      | 8      | + 9,36 s  |
| 10    | Klaudia Zwolińska         | Polen              | 108,97 s | 2      | 7      | 110,46 s | 0      | 12     | + 10,51 s |
| 11    | Eva Terčelj               | Slowenien          | 115,93 s | 8      | 15     | 109,11 s | 2      | 9      | + 10,65 s |
| 12    | Martina Wegman            | Niederlande        | 113,29 s | 2      | 12     | 109,84 s | 0      | 10     | + 11,38 s |
| 13    | Marie-Zélia Lafont        | Frankreich         | 121,48 s | 6      | 19     | 110,25 s | 2      | 11     | + 11,79 s |
| 14    | Mònica Dòria Vilarrubla   | Andorra            | 110,57 s | 2      | 11     | 110,54 s | 4      | 13     | + 12,08 s |
| 15    | Evy Leibfarth             | Vereinigte Staaten | 125,85 s | 2      | 20     | 111,70 s | 2      | 14     | + 13,24 s |
| 16    | Viktoria Wolffhardt       | Österreich         | 114,63 s | 0      | 14     | 112,28 s | 0      | 15     | + 13,82 s |
| 17    | Wiktorija Us              | Ukraine            | 120,09 s | 2      | 17     | 113,99 s | 4      | 16     | + 15,53 s |
| 18    | Florence Maheu            | Kanada             | 114,29 s | 0      | 13     | 135,35 s | 2      | 24     | + 15,83 s |
| 19    | Li Tong                   | China              | 117,27 s | 2      | 16     | 114,36 s | 2      | 17     | + 15,90 s |
| 20    | Alsu Minasowa             | ROC                | 120,60 s | 2      | 18     | 115,39 s | 4      | 18     | + 16,93 s |
| 21    | Jane Nicholas             | Cookinseln         | 150,17 s | 2      | 23     | 120,10 s | 4      | 20     | + 21,64 s |
| 22    | Aki Yazawa                | Japan              | 129,87 s | 8      | 21     | 127,91 s | 6      | 21     | + 29,45 s |
| 23    | Sofía Reinoso             | Mexiko             | 132,89 s | 4      | 22     | 143,19 s | 8      | 26     | + 34,43 s |
| 24    | Naemi Brändle             | Schweiz            | 230,37 s | 100    | 27     | 135,00 s | 8      | 22     | + 36,54 s |
| 25    | Jekaterina Smirnowa       | Kasachstan         | 180,46 s | 52     | 25     | 135,25 s | 6      | 23     | + 36,79 s |
| 26    | Chang Chu-han             | Chinesisch Taipeh  | 182,95 s | 56     | 26     | 136,66 s | 8      | 25     | + 38,20 s |
| 27    | Celia Jodar               | Marokko            | 171,38 s | 14     | 24     | 258,46 s | 108    | 27     | + 72,92 s |

### Halbfinale
Anmerkung: Die Strafe, also die Strafsekunden, sind bereits in der Zeit mit einberechnet.
| Platz | Kanute                    | Nation             | Zeit     | Strafe | Defizit   |
| ----- | ------------------------- | ------------------ | -------- | ------ | --------- |
| 1     | Jessica Fox               | Australien         | 105,85 s | 2      |           |
| 2     | Eliška Mintálová          | Slowakei           | 107,18 s | 0      | + 1,33 s  |
| 3     | Ricarda Funk              | Deutschland        | 107,96 s | 4      | + 2,11 s  |
| 4     | Stefanie Horn             | Italien            | 108,52 s | 0      | + 2,67 s  |
| 5     | Luuka Jones               | Neuseeland         | 108,97 s | 2      | + 3,12 s  |
| 6     | Kimberley Woods           | Großbritannien     | 109,00 s | 0      | + 3,15 s  |
| 7     | Maialen Chourraut         | Spanien            | 109,92 s | 2      | + 4,07 s  |
| 8     | Martina Wegman            | Niederlande        | 110,74 s | 2      | + 4,89 s  |
| 9     | Wiktorija Us              | Ukraine            | 111,53 s | 2      | + 5,68 s  |
| 10    | Klaudia Zwolińska         | Polen              | 111,76 s | 0      | + 5,91 s  |
| 11    | Viktoria Wolffhardt       | Österreich         | 112,11 s | 0      | + 6,26 s  |
| 12    | Evy Leibfarth             | Vereinigte Staaten | 112,73 s | 0      | + 6,88 s  |
| 13    | Ana Sátila                | Brasilien          | 114,62 s | 0      | + 8,77 s  |
| 14    | Marie-Zélia Lafont        | Frankreich         | 115,81 s | 2      | + 9,96 s  |
| 15    | Kateřina Minařík Kudějová | Tschechien         | 116,15 s | 2      | + 10,30 s |
| 16    | Mònica Dòria Vilarrubla   | Andorra            | 118,15 s | 0      | + 12,30 s |
| 17    | Alsu Filjussowna Minasowa | ROC                | 120,66 s | 4      | + 14,81 s |
| 18    | Naemi Brändle             | Schweiz            | 121,91 s | 4      | + 16,06 s |
| 19    | Aki Yazawa                | Japan              | 124,73 s | 0      | + 18,88 s |
| 20    | Li Tong                   | China              | 130,86 s | 4      | + 25,01 s |
| 21    | Sofía Reinoso             | Mexiko             | 136,34 s | 4      | + 30,49 s |
| 22    | Jane Nicholas             | Cookinseln         | 144,84 s | 6      | + 38,99 s |
| 23    | Florence Maheu            | Kanada             | 152,37 s | 4      | + 46,52 s |
| 24    | Eva Terčelj               | Slowenien          | 162,48 s | 50     | + 56,63 s |

### Finale
Anmerkung: Die Strafe, also die Strafsekunden, sind bereits in der Zeit mit einberechnet.
| Platz | Kanute            | Nation         | Zeit     | Strafe | Defizit   |
| ----- | ----------------- | -------------- | -------- | ------ | --------- |
| 1     | Ricarda Funk      | Deutschland    | 105,50 s | 0      |           |
| 2     | Maialen Chourraut | Spanien        | 106,63 s | 0      | + 1,13 s  |
| 3     | Jessica Fox       | Australien     | 106,73 s | 4      | + 1,23 s  |
| 4     | Stefanie Horn     | Italien        | 106,93 s | 2      | + 1,43 s  |
| 5     | Klaudia Zwolińska | Polen          | 108,98 s | 4      | + 3,48 s  |
| 6     | Luuka Jones       | Neuseeland     | 110,67 s | 0      | + 5,17 s  |
| 7     | Martina Wegman    | Niederlande    | 111,33 s | 0      | + 5,83 s  |
| 8     | Wiktorija Us      | Ukraine        | 111,85 s | 0      | + 6,35 s  |
| 9     | Eliška Mintálová  | Slowakei       | 158,36 s | 50     | + 52,86 s |
| 10    | Kimberley Woods   | Großbritannien | 177,09 s | 56     | + 71,59 s |